# حارة العرب (غرناطة)
حارة العرب هي قرية في بلدية الإقليم في مقاطعة غرناطة في إسبانيا.